# Pawłowe (stacja kolejowa)
Pawłowe (ukr. Павлове) – graniczna stacja kolejowa w miejscowości Pałło, w rejonie użhorodzkim, w obwodzie zakarpackim, na Ukrainie. Położona jest na linii Użhorod – granica państwowa ze Słowacją.